# Antillophos beauii
Antillophos beauii är en snäckart som först beskrevs av P. Fischer och Bernardi 1857.  Antillophos beauii ingår i släktet Antillophos och familjen valthornssnäckor. Inga underarter finns listade i Catalogue of Life.